# Ліссет Ечеваррія
Ліссет Гечеваррія Медіна (ісп. Lisset Hechevarria Medina; нар. 28 квітня 1984) — кубинська борчиня вільного стилю, дворазова чемпіонка, срібна та бронзова призерка Панамериканських чемпіонатів, чемпіонка та бронзова призерка Панамериканських ігор, триразова чемпіонка Центральноамериканських і Карибських ігор.

## Біографія
Боротьбою почала займатися з 2006 року.
Виступає за борцівський клуб «Серро Пеладо» з Гавани.

## Спортивні результати на міжнародних змаганнях

### Виступи на Чемпіонатах світу
| Змагання                        | Збірна | Вагова категорія          | Місце |
| ------------------------------- | ------ | ------------------------- | ----- |
| Чемпіонат світу з боротьби 2013 | Куба   | жіноча боротьба, до 72 кг | 21    |
| Чемпіонат світу з боротьби 2015 | Куба   | жіноча боротьба, до 75 кг | 16    |

### Виступи на Панамериканських чемпіонатах
| Змагання                                   | Збірна | Вагова категорія          | Місце  |
| ------------------------------------------ | ------ | ------------------------- | ------ |
| Панамериканський чемпіонат з боротьби 2007 | Куба   | жіноча боротьба, до 72 кг | 5      |
| Панамериканський чемпіонат з боротьби 2009 | Куба   | жіноча боротьба, до 72 кг | Бронза |
| Панамериканський чемпіонат з боротьби 2010 | Куба   | жіноча боротьба, до 72 кг | Бронза |
| Панамериканський чемпіонат з боротьби 2012 | Куба   | жіноча боротьба, до 72 кг | Срібло |
| Панамериканський чемпіонат з боротьби 2013 | Куба   | жіноча боротьба, до 72 кг | Золото |
| Панамериканський чемпіонат з боротьби 2014 | Куба   | жіноча боротьба, до 75 кг | Золото |
| Панамериканський чемпіонат з боротьби 2015 | Куба   | жіноча боротьба, до 75 кг | Срібло |
| Панамериканський чемпіонат з боротьби 2016 | Куба   | жіноча боротьба, до 75 кг | 8      |

### Виступи на Панамериканських іграх
| Змагання                  | Збірна | Вагова категорія          | Місце  |
| ------------------------- | ------ | ------------------------- | ------ |
| Панамериканські ігри 2007 | Куба   | жіноча боротьба, до 72 кг | Бронза |
| Панамериканські ігри 2011 | Куба   | жіноча боротьба, до 72 кг | Золото |
| Панамериканські ігри 2015 | Куба   | жіноча боротьба, до 75 кг | Бронза |

### Виступи на Центральноамериканських і Карибських іграх
| Змагання                                                | Збірна | Вагова категорія          | Місце  |
| ------------------------------------------------------- | ------ | ------------------------- | ------ |
| Центральноамериканські і Карибські ігри 2006            | Куба   | жіноча боротьба, до 67 кг | Золото |
| Центральноамериканські і Карибські ігри 2014 (Сан-Хуан) | Куба   | жіноча боротьба, до 75 кг | Золото |
| Центральноамериканські і Карибські ігри 2014 (Веракрус) | Куба   | жіноча боротьба, до 75 кг | Золото |

### Виступи на інших змаганнях
| Змагання                                                               | Збірна | Вагова категорія          | Місце  |
| ---------------------------------------------------------------------- | ------ | ------------------------- | ------ |
| Олімпійський кваліфікаційний турнір з боротьби 2012 (Кіссіммі-Орландо) | Куба   | жіноча боротьба, до 72 кг | Бронза |
| Cerro Pelado International 2013                                        | Куба   | жіноча боротьба, до 72 кг | Золото |
| Кубок Гранми з боротьби 2014                                           | Куба   | жіноча боротьба, до 75 кг | Золото |
| Кубок Гранми з боротьби 2015                                           | Куба   | жіноча боротьба, до 75 кг | Срібло |
| Кубок Канади з боротьби 2015                                           | Куба   | жіноча боротьба, до 75 кг | Срібло |
| Олімпійський кваліфікаційний турнір з боротьби 2016 (Фріско)           | Куба   | жіноча боротьба, до 75 кг | Бронза |